# 634
Cette page concerne l'année 634  du calendrier julien.
L'année 634 est une année commune qui commence un samedi.

## Événements
- 21 janvier : le général arabe Khalid ibn al-Walid est victorieux des forces conjointes byzantines et perses à al-Firâdh (Firaz) sur l’Euphrate, à la frontière entre la Syrie byzantine et la Mésopotamie perse[1].
- 15 février : Khalid assiste clandestinement au pèlerinage de La Mecque puis rentre à al-Hira[1].
- Mars-avril : Khalid traverse le désert entre l'Irak et la Syrie[2].
- Avril : quatre armées musulmanes, sous le commandement de Amr, Yazid, Shurahbil ibn Hassana et  Abu Ubayda se rassemblent sur les rives de la rivière Yarmouk, à la frontière byzantine[1].
- 24 avril : Khalid bat une armée ghassanide à Marj Rahit. Il assiège et prend Bosra fin mai[2] puis rejoint les armées musulmanes[1].
- 30 juillet : victoire des musulmans à Ajnadayn en Palestine sur le général byzantin Théodore, frère d'Héraclius[3].
- 23 août : début du califat d'Omar (Umar) (fin en 644)[3].
- Octobre : victoire des perses Sassanides sur les musulmans à la bataille du pont près de Koufa[4],[1].
- Automne : victoire d'Oswald roi de Northumbrie sur le roi de Gwynedd Cadwallon ap Cadfan qui est tué à la bataille de Heavenfield (ou en 634)[5].

- Campagne de l'empereur Taizong contre les Tuyuhun menée par le général Li Jing[6].
- Sigebert, fils de Dagobert et de sa concubine Ragnétrude est proclamé vice-roi d’Austrasie, à l'exception du duché de Dentelin qui retourne à la Neustrie. Adalgisel devient maire du palais d’Austrasie. Il exerce la régence avec Cunipert, évêque de Cologne[7].
- Héraclius publie un édit ordonnant à tous les Juifs de l'Empire byzantin de se faire baptiser[8].
- Sophronios devient patriarche monophysite de Jérusalem[9].

## Décès en 634
- 23 août : Abou Bakr (ou Abû Bakr ou Aboubéker), beau-père et successeur de Mahomet, (père d'Aïcha), premier calife de l'islam, de 632 à 634[3].

- Eanfrith, roi de Bernicie depuis 633[10].
- Osric, roi du Deira depuis 633[10].